# Nazionale femminile under 20 di calcio della Cina
La nazionale Under-20 di calcio femminile della Cina è la rappresentativa calcistica femminile internazionale della Cina formata da giocatrici al di sotto dei 20 anni, gestita dalla Federazione calcistica della Cina (中國足球協會S, in Zhōngguó Zúqiú XiéhuìP, internazionalmente conosciuta in inglese come Chinese Football Association - CFA).
Come membro dell'Asian Football Confederation (AFC) partecipa al campionato mondiale FIFA Under-20.
Con suoi due secondi posti, nelle edizioni 2004 e 2006 del Campionato mondiale femminile di calcio di categoria, è, al 2017, classificata al quarto posto, a pari merito con la Nigeria e dietro a Germania, Stati Uniti e Corea del Nord.

## Campionato mondiale Under-20
- 2002: Non qualificata (torneo Under-19)
- 2004: Secondo posto  (torneo Under-19)
- 2006: Secondo posto
- 2008: Primo turno
- 2010: Non qualificata
- 2012: Primo turno
- 2014: Primo turno
- 2016: Non qualificata
- 2018: Primo turno
- 2022: Non qualificata